# Abe Mango
Abe Mango – u Indian Desanów córka Page abe, która zstąpiła na ziemię, by nauczyć ludzi wyplatania koszyków, lepienia garnków, używania ognia, odróżniania jadalnych roślin i ryb, noszenia przepasek biodrowych i używania kamiennej siekiery.